# San Miguel Peras (kommun)
San Miguel Peras är en kommun i Mexiko.   Den ligger i delstaten Oaxaca, i den sydöstra delen av landet, 400 km sydost om huvudstaden Mexico City.
Följande samhällen finns i San Miguel Peras:
- San Miguel Peras
- El Manzanito Tepantepec
- Pensamiento Liberal Mexicano
- El Temascal
- Barrio Río Morales